# Chaos Is Me
| Đánh giá chuyên môn | Đánh giá chuyên môn |
| Nguồn đánh giá      | Nguồn đánh giá      |
| Nguồn               | Đánh giá            |
| ------------------- | ------------------- |
| Allmusic            | [ 1 ]               |
| Sputnikmusic        | (4.0/5)             |

Chaos Is Me là album phòng thu đầu tay của ban nhạc screamo người Mỹ Orchid. Nó được phát hành năm 1999 qua Ebullition Records. Chaos Is Me là một trong những cột mốc quan trọng và có tính cách mạng trong giới screamo nói riêng và extreme music nói chung, cũng như đem nhiều sự chú ý đến Amherst, Massachusetts, nơi các thành viên ban nhạc sống.

## Danh sách track
1. "Le Desordre C'est Moi" – 2:05
2. "Aesthetic Dialectic" – 1:42
3. "In G and E" – 0:57
4. "New Jersey vs. Valhalla" – 2:12
5. "Weekend at the Fire Academy" – 0:56
6. "Framecode" – 1:35
7. "The Action Index" – 1:52
8. "Death of a Modernist" – 0:53
9. "Boy with No Arms" – 1:52
10. "Invasion Hoa KỳA." – 1:00
11. "Epilogue of a Car Crash" – 3:54

## Thành phần tham gia
Orchid
- Jayson Green – vocal, lời
- Will Killingsworth – guitar
- Brad Wallace – bass
- Jeff Salane – trống

Sản xuất
- Được sản xuất bởi Kurt Ballou tại God City Studios vào màu xuân, 1999